# Parastasia xanthopyga
Parastasia xanthopyga är en skalbaggsart som beskrevs av Kuijten 1992. Parastasia xanthopyga ingår i släktet Parastasia och familjen Rutelidae. Inga underarter finns listade i Catalogue of Life.